# Dornecy
Dornecy là một xã trong tỉnh Nièvre, thuộc vùng Bourgogne-Franche-Comté của nước Pháp, có dân số là 683 người (thời điểm 1999).